# Phos muriculatus
Phos muriculatus is een slakkensoort uit de familie van de Buccinidae. De wetenschappelijke naam van de soort is voor het eerst geldig gepubliceerd in 1859 door Gould in G.B. Sowerby.